# Blechreiz
Blechreiz is een Duitse skaband uit Berlijn.

## Bezetting
Huidige bezetting
- Marcus Renner (zang, trompet)
- Chris 'Prüfer' Proofley (zang, shouts)
- Olli 'Professor' Scholz (gitaar)
- Hermann Lamboy (drums)
- JB Beat (orgel)
- Matthias Bonjer (basgitaar)
- Michael Rühl (tenorsaxofoon)
- Wolfram Segond von Banchet (saxofoon)
- Rüdiger 'Rütze' Rossig (gitaar)

Voormalige leden
- Christopher 'Joisy' Großkopf (drums, tot 1989)
- Johannes 'Honey' Wagemann (gitaar, tot 1989)
- Eike Dierks (drums, tot 1992)
- Oli Petrowski (gitaar, rond 1989)
- Christian 'Benny' Bennat (trombone, rond 1990)
- Folke 'The Shoplifter' Paulsen (zang, tot 1987)
- Lorenzo Allacher (tenorsaxofoon, tot 2010)
- Mike '2 Tische' Betz (gitaar, tot 2011)

## Geschiedenis
Blechreiz werd in 1983 geformeerd in Zuid-Berlijn en veroverde in de loop der jaren een voortreffelijke status als liveband en was een van de belangrijkste vertegenwoordigers van het Duitse ska-circuit tijdens de jaren 1990. De speelwijze van de muziekrichting van de ska van de vroege jaren 1980 van Britse bands als Madness, The Specials, Bad Manners, The Beat, The Selecter en The Bodysnatchers en new wave-, rock- (zoals The Jam) en punkbands (zoals The Clash) waren voorbeelden voor de bandleden van Blechreiz.
De band hield het bijna uitsluitend bij zelf gecomponeerde, geschreven en gearrangeerde songs. Diverse mutaties zorgden ervoor, dat de stijlen over de jaren veranderden. In de zomer van 1989 was met de enige skaband Michele Baresi uit Oost-Berlijn een gezamenlijke tournee gepland door de nog ommuurde DDR, die aanvankelijk het slachtoffer werd van de ambtelijke molens, maar na de val van de muur in het voorjaar van 1990 werd omgezet. In meerdere van de in deze tijd door Blechreiz bespeelde concertzalen was de band niet zelden de eerste westelijke band. Ze behoorden eind jaren 1980 en begin jaren 1990 met Skaos uit Krumbach, No Sports uit Stuttgart, The Blue Beat uit Jülich, The Braces uit Keulen, El Bosso & die Ping-Pongs uit Münster en The Busters uit Wiesloch tot de eerste wegbereiders van het Duitse ska-circuit en werkten met elkaar talrijke concerten af. In de daaropvolgende jaren kreeg de band niet alleen bekendheid door hun podiumshow dankzij veel concerten en tournees in Duitsland, maar ook door gastoptredens in Frankrijk, Londen, Noord-Italië, België, Oostenrijk en Polen.
Ska was ook altijd de muziek voor skinheads. Blechreiz sympathiseerde steeds met antiracistische en antifascistische skinheads en de wereldwijd verbreide antiracistische beweging SHARP.
In 1993 koos het Berlijnse concertpubliek Blechreiz tot de beste liveband van Berlijn. Een concert met veel gaststerren in het Berlijnse 'Tempodrome' verwekte een grote weerklank bij de pers. Vanaf 1994 werd met de Duitse band Apparatschik het project SKASDROWJE in het leven geroepen en als bigband Russische folklore in ska-ritme op diverse festivals ten gehore gebracht.
In 1995 werd de tv-film Which Side Are You On – Ska in Berlin gedraaid, waarin portretten van de beide skabands Blechreiz en Michele Baresi cinematografisch werden geschetst.
In 1996 maakte Blechreiz hun grote afscheidstournee door Duitsland, het laatste concert gaven ze uiteindelijk in het SO36 in Berlin-Kreuzberg.
In 2008 werd Blechreiz in de oorspronkelijke bezetting opnieuw geformeerd. Het pilotconcert vond plaats op 29 februari 2008 in de Rote Salon in Berlin-Mitte. Sindsdien heeft de band een nieuw album op de markt gebracht en concerten afgewerkt in verschillende Duitse steden en Tsjechië.

## Discografie

### Albums
- 2009: Those are the Days – live-cd (Blechreiz / Pork Pie)
- 1995: Schnaps oder Suppe – live-lp/cd (Traumton Records / Zensor)
- 1994: Rude Gangsters – lp/cd (Traumton / Zensor)
- 1993: Which Side Are You On? (Traumton / Zensor)
- 1991: Who Napped JB – cd incl. bonus tracks (Rude Records)
- 1990: Who Napped JB (Rude Records)
- 1988: Out Tonight (Tape-Recording/Blechreiz)

### Ep's
- 2012: Zwei zum Preis von einem (Blechreiz / Pork Pie)
- 2011: Es werde Ska! (Blechreiz / Pork Pie)
- 1996: Die Jungs sind wieder da – ep/cd (Blechreiz)
- 1994: Rude Gangsters – ep/cd (Traumton / Zensor)
- 1993: Loving Couple – ep/cd (Traumton / Zensor)

## Filmografie
- Out Tonight – video-clip (Adrian)
- Winner Of Senats-Rockwettbewerb – video-opname
- Live im KOB – 10-minuten-feature (Fishfinger-Productions)
- 1199 – gastoptreden bij de toenmalige DDR-televisie
- Ska in Berlin – ORB Ostdeutscher Rundfunk Brandenburg – Reportage ter gelegenheid van het 10-jarige bandjubileum
- Berlin-Warzawa – live-opname van de 1e Poolse Televisie van het Freundschafts-Konzert in Warschau
- Which Side Are You On? – tv-documentaire film (Arte / Yildiz Film)